# Leipziger Straße 3 (Gröbers)

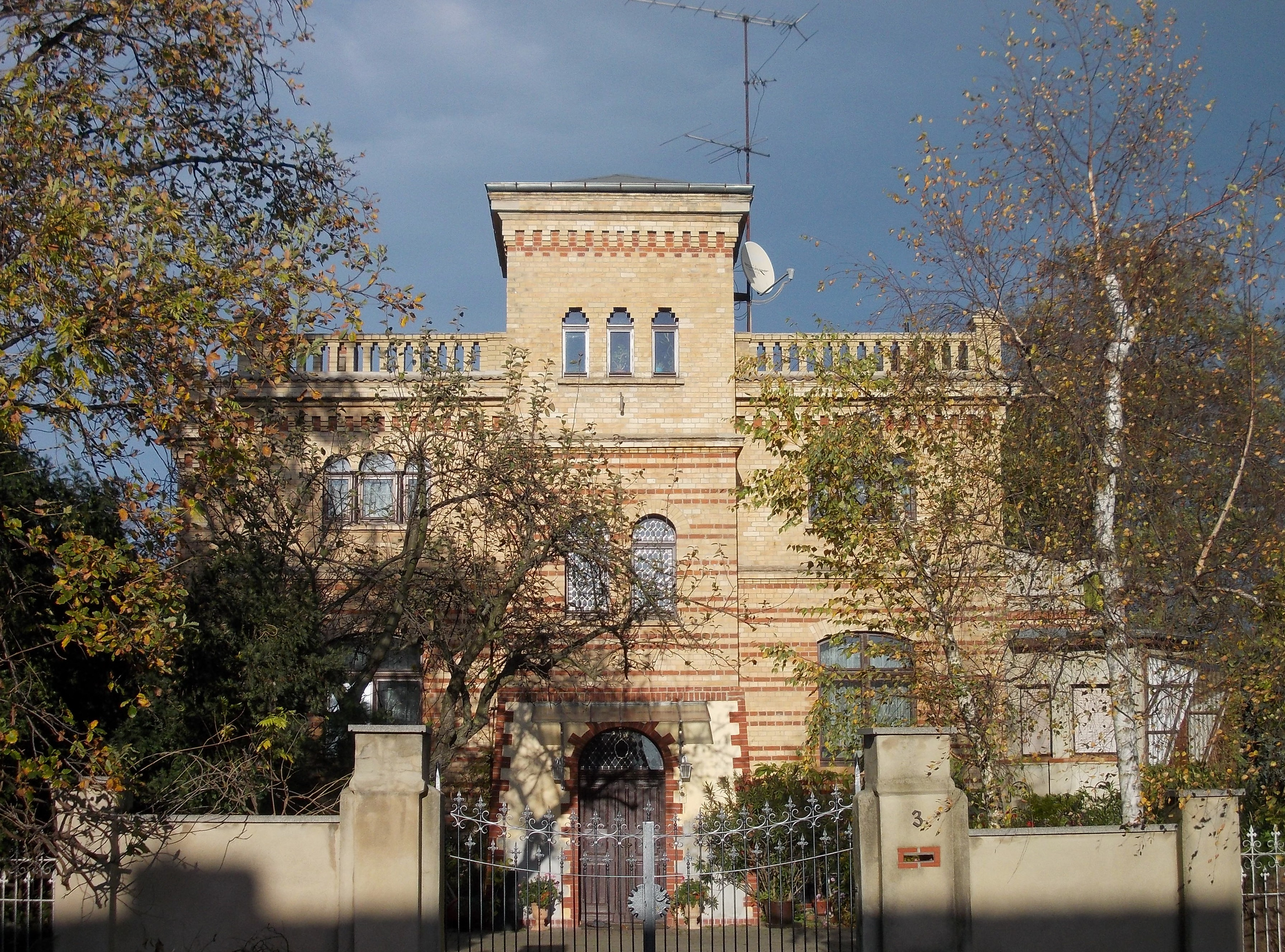
Leipziger Straße 3

Das Haus Leipziger Straße 3 ist ein denkmalgeschütztes Gebäude im zur Gemeinde Kabelsketal gehörenden Ort Gröbers in Sachsen-Anhalt.

## Lage
Es befindet sich im südlichen Teil des Ortszentrums von Gröbers, auf der Nordseite der Leipziger Straße, die Teil der Bundesstraße 6 ist.

## Architektur und Geschichte
Das im örtlichen Denkmalverzeichnis als Villa eingetragene Gebäude wurde in der Zeit um das Jahr 1860 errichtet. Der Grundriss des Hauses ist annähernd quadratisch. Straßenseitig ist vor das Gebäude ein, ein Treppenhaus enthaltender Turm vorgesetzt. Das Grundstück ist von einem schmiedeeisernen Zaun eingefriedet.